# Dongkou
Dongkou  (en chino, 洞口; pinyin, Dòngkǒu) es un condado  bajo la administración directa de la Prefectura Shaoyang en la Provincia de Hunan, República Popular China.  Su área es de 2179 km² y su población total para 2010 superó los 9870 mil habitantes. 

## Administración
Desde junio de 2023, el  Condado Dongkou  se divide en 23 pueblos que se administran en 3 subdistritos,  14 poblados, 3 villas y 3 villas étnicas. 

## Toponimia
El topónimo Dongkou se compone de los sinogramas Dong (cueva), Kou (entrada) con el significado "entrada en la cueva". 
En 1952, el Condado Dongkou se formó tomando terrenos del Condado Wugang. A 4 kilómetros al oeste de la nueva cabecera, siguiendo el río Pingxi (平溪江) las aguas cortan abruptamente las montañas Xuefeng y fluyen hacia el este, donde picos escarpados se enfrentan, formando un desfiladero. Según la leyenda, el cañón estaba cubierto por acantilados, y las aguas del río atravesaban una cueva antes de formar un profundo estanque conocido como "Dongkou Tan" (洞口潭 Laguna de la Entrada de la Cueva) de ahí el nombre "Dongkou".